# Лихтенштейн на зимних Олимпийских играх 2018
Лихтенштейн на зимних Олимпийских играх 2018 года был представлен 3 спортсменами в двух дисциплинах лыжного спорта.

## Медали
| Бронза |               |                                          |            |
| №      | Спортсмены    | Вид спорта (дисциплина)                  | Дата       |
| 1      | Тина Вайратер | Горнолыжный спорт (супергигант, женщины) | 17 февраля |

## Состав сборной
Горнолыжный спорт
1. Марко Пфиффнер
2. Тина Вайратер

 Лыжные гонки
1. Мартин Фёгли

## Результаты соревнований

### Лыжные виды спорта

#### Горнолыжный спорт
Квалификация спортсменов для участия в Олимпийских играх осуществлялась на основании специального квалификационного рейтинга FIS по состоянию на 21 января 2018 года. При этом НОК для участия в Олимпийских играх мог выбрать только того спортсмена, который вошёл в топ-500 олимпийского рейтинга в своей дисциплине, и при этом имел определённое количество очков, согласно квалификационной таблице. Страны, не имеющие участников в числе 500 сильнейших спортсменов, могли претендовать только на квоты категории B в технических дисциплинах. По итогам квалификационного отбора сборная Лихтенштейна завоевала 5 олимпийских лицензий, но в дальнейшем отказалась от 3 из них.
Мужчины
| Соревнование     | Спортсмены     | Скоростной спуск/ 1 спуск | Скоростной спуск/ 1 спуск | Слалом/ 2 спуск | Слалом/ 2 спуск | Всего   | Место | Отставание |
| Соревнование     | Спортсмены     | Время                     | Место                     | Время           | Место           | Всего   | Место | Отставание |
| ---------------- | -------------- | ------------------------- | ------------------------- | --------------- | --------------- | ------- | ----- | ---------- |
| скоростной спуск | Марко Пфиффнер | не проводится             | не проводится             | не проводится   | не проводится   | 1:45,61 | 43    | +5,36      |
| супергигант      | Марко Пфиффнер | не проводится             | не проводится             | не проводится   | не проводится   | 1:28,57 | 36    | +4,13      |
| комбинация       | Марко Пфиффнер | 1:22,54                   | 44                        | DNF             | DNF             | —       | —     | —          |
| слалом           | Марко Пфиффнер | 51,09                     | 28                        | 52,22           | 24              | 1:43,31 | 25    | +4,32      |

Женщины
| Соревнование      | Спортсмены    | Скоростной спуск/ 1 спуск | Скоростной спуск/ 1 спуск | Слалом/ 2 спуск | Слалом/ 2 спуск | Всего   | Место | Отставание |
| Соревнование      | Спортсмены    | Время                     | Место                     | Время           | Место           | Всего   | Место | Отставание |
| ----------------- | ------------- | ------------------------- | ------------------------- | --------------- | --------------- | ------- | ----- | ---------- |
| скоростной спуск  | Тина Вайратер | не проводится             | не проводится             | не проводится   | не проводится   | 1:39,85 | 4     | +0,63      |
| супергигант       | Тина Вайратер | не проводится             | не проводится             | не проводится   | не проводится   | 1:21,22 | 3     | +0,11      |
| гигантский слалом | Тина Вайратер | 1:14,08                   | 25                        | 1:10,14         | 17              | 2:24,22 | 22    | +4,20      |

#### Лыжные гонки
Квалификация спортсменов для участия в Олимпийских играх осуществлялась на основании специального квалификационного рейтинга FIS по состоянию на 21 января 2018 года. Для получения олимпийской лицензии категории «A» спортсменам необходимо было набрать максимум 100 очков в дистанционном рейтинге FIS. При этом каждый НОК может заявить на Игры 1 мужчину и 1 женщины, если они выполнили квалификационный критерий «B», по которому они смогут принять участие в спринте и гонках на 10 км для женщин или 15 км для мужчин. По итогам квалификационного отбора сборная Лихтенштейна завоевала мужскую олимпийскую лицензию категории «A» и женскую категории «B», однако впоследствии отказалась от женской квоты.
Мужчины
Дистанционные гонки
| Соревнование           | Спортсмены   | Результат | Место | Отставание |
| ---------------------- | ------------ | --------- | ----- | ---------- |
| 15 км свободным стилем | Мартин Фёгли | 36:57,0   | 52    | +3:13,1    |
| скиатлон 15+15 км      | Мартин Фёгли | 1:26:08,2 | 59    | +9:48,2    |